# Meer en Woude
Het waterschap Meer en Woude was een waterschap in de Nederlandse provincie Zuid-Holland.
Het waterschap was in 1991 ontstaan uit:
- Noordwoude
- De Ommedijck

Het waterschap was verantwoordelijk voor de waterhuishouding in het gebied.